# Avro 730
L'Avro 730 era il prototipo di un aereo britannico da Mach 3, ricognitore e bombardiere per la Royal Air Force. Venne cancellato nel 1957 insieme ad altri sviluppi di aerei pilotati come parte del 1957 Defence White Paper.

## Storia
Durante i primi tempi della Guerra Fredda, alla flotta bombardieri dei V-bomber della RAF era stato affidato il ruolo di deterrente nucleare. Per la ricognizione strategica sia pre-bombardamento che post-bombardamento, venne identificato nel 1954 un requisito operazionale, OR.330, per un aereo che potesse entrare in Unione Sovietica evitando le difese nemiche. L'aereo doveva avere la capacità di supercrociera, cioè di mantenere velocità di Mach 2,5 a 60.000 piedi (18.300 m), essere in grado di raggiungere Mach 3, e operare ad un raggio massimo di 5.754 mi (9.260 km).
Furono presentate proposte da parte delle più importanti aziende britanniche costruttrici di aerei: lo Handley Page HP.100, il Vickers SP4, l'English Electric P.10, il Type 730 della Avro ed un non meglio precisato progetto Short Brothers. Tutti avevano un futuristico design con ala a delta o una forma estremamente affusolata, erano spinti da un notevole numero di motori, dai 12 dell'HP.100, ai 16 montati orizzontalmente nel retro del Vickers. Il progetto della English Electric prevedeva i ramjet.
Nel 1955 fu assegnato alla Avro un contratto per sviluppare il suo aereo noto come Type 730. Come aiuto allo sviluppo, venne costruito l'aereo da ricerca Bristol Type 188 per testare la forma delle ali e gli effetti sul metallo del volo supersonico prolungato. Il primo prototipo, pianificato per volare nel 1959, era in fase di costruzione quando il ministro, Duncan Sandys, annunciò la decisione di cancellare il suo sviluppo. Il progetto del Bristol 188 tuttavia continuò.

## Progetto
L'Avro 730 iniziale venne basato attorno ad una fusoliera lunga e sottile con un elevato rapporto tra la lunghezza della fusoliera ed il suo diametro, un requisito per sostenere il volo ad alta velocità. Piccole ali quasi-rettangolari e rastremate vennero montate appena dietro alla metà esatta della fusoliera. Vennero montati quattro motori Armstrong-Siddeley P.156, montati in coppia uno sopra l'altro su piloni situati alle estremità delle ali. Non fu adottato un tettuccio di tipo convenzionale per non alterare la forma affusolata; la cabina prevedeva solo due piccole finestre che davano sui lati, e si sarebbe usato solo un periscopio retrattile per la visione in avanti durante il decollo e l'atterraggio. L'equipaggio sarebbe stato composto da tre uomini: il pilota, il navigatore e l'addetto radar.
Questa versione iniziale venne intesa espressamente per il volo ricognitivo, usando il suo radar "Red Drover" per cercare obiettivi da far attaccare dalla forza di bombardieri-V che l'avrebbero seguito. Con il progredire dello sviluppo ci si accorse che non c'era bisogno di un'antenna così grande come inizialmente pensato, liberando così dello spazio interno. La RAF si orientò allora verso il ruolo di bombardiere d'appoggio, che includeva il radar ma anche un lungo vano bombe che poteva ospitare sia munizioni che carburante aggiuntivo. Poiché in quel periodo era anche allo studio un bombardiere ad alta velocità, OR.336, i due progetti furono fusi nella nuova specifica RB.156. Questo condusse a una sostanziale revisione del progetto.
Anche se la nuova versione assomigliava molto all'originale, era in complesso più grande e caratterizzata da una diversa forma delle ali. Per aumentare la superficie alare furono aggiunte delle alette esterne ai supporti dei motori e l'intera forma alare fu ridisegnata per essere più simile a un classico delta. La parte delle ali interna rispetto ai motori, che rappresentava circa i 2/3 della superficie totale, aveva una freccia di 45°, mentre la parte più piccola esterna aveva una freccia più elevata, di circa 60°. Le gondole motore dovevano alloggiare ciascuna quattro motori Armstrong-Siddeley P.176, per un totale di otto. Partivano con una forma circolare sul davanti e diventavano più squadrate nella parte posteriore dove terminavano a filo delle ali. Il resto del disegno manteneva le caratteristiche della versione precedente, con le alette canard rettangolari, l'abitacolo nascosto e una grande pinna verticale di coda a delta tagliato.
Per la nuova versione era anche pianificata la riduzione a soli due uomini dell'equipaggio, anche se la ragione per questo non è chiara considerando che l'aeromobile poteva ancora portare lo stesso equipaggiamento, e potenzialmente anche di più. Il vano bombe sarebbe stato stretto, ma molto lungo cioè 50 piedi (15 m), ed era previsto per contenere un missile a testata nucleare. Fu iniziato il progetto per una testata nucleare adatta nota come Blue Rosette.